# Sokolia skala
Sokolia skala (też: Zbojnícka skala, pol. Sokola Skała; 455 m n.p.m.) - wyraźna skalna formacja, wznosząca się nad zamknięciem Sokolej Doliny na pograniczu płaskowyżu Dolny Wierch i Płaskowyżu Silickiego w Krasie Słowacko-Węgierskim.

## Położenie
Znajduje się na terenie katastralnym wsi Silická Jablonica w powiecie Rożniawa w południowo-wschodniej Słowacji, ok. 800 m na północ od granicy państwowej słowacko-węgierskiej. U jej północnych podnóży znajduje się wywierzysko znane jako Sokolia vyvieračka. Wypływające z niego wody tworzą Sokolí potok, będący źródłowym ciekiem rzeki Turňa.

## Charakterystyka
Formacja Sokolej Skały ma postać rozległej ambony skalnej, której północne ściany opadają pionowymi zerwami wysokości 50-60 m. Budują ją jasne, masywne wapienie tzw. wettersteinskie, pochodzące ze środkowego i młodszego triasu.
W skalnej zerwie Sokolej Skały znajduje się wejście do Sokolej Jaskini, znanej również pod nazwą Zbojnícka jaskyňa. W partiach szczytowych zachowały się słabo wyróżniające się z otoczenia fragmenty ruin zamku Sokolí kameň, znanego też jako Zbojnícky hrad.

## Ochrona przyrody
Sokola Skała leży w granicach Parku Narodowego Słowacki Kras. Wraz z wymienionymi wyżej obiektami (Sokolia vyvieračka, Sokolia jaskyňa, zamek Sokolí kameň) od 1981 r. objęta jest ochroną w rezerwacie przyrody Sokolia skala, obejmującym zamknięcie Sokolej Doliny.

## Turystyka
Żółto znakowany szlak turystyczny z Silicy do Silickiej Jablonicy biegnie południowym skrajem wymienionego wyżej rezerwatu przyrody, w związku z czym Sokola Skała nie jest dostępna do turystycznego zwiedzania.